# Andrí Mèlnik
Andrí Atanàssovitx Mèlnik (ucraïnès: Андрі́й Атанасович Ме́льник, nascut el 12 de desembre de 1890 a Volia Iakubova prop de Drohòbitx a Galítsia (llavors Imperi Austrohongarès) i mort l'1 de novembre de 1964 a Clervaux (Luxemburg), fou un polític i militar ucraïnès, membre de l'Organització militar ucraïnesa i després de l'Organització dels nacionalistes ucraïnesos.

## La seva lluita per la independència d'Ucraïna
Andrí Mèlnik feu els seus estudis va estudiar a l'Escola Superior d'Agricultura Viena (Àustria) de 1912 a 1914, però aquests van ser interromputs per l'esclat de la Primera Guerra Mundial. Després es va oferir voluntiari per unir-se a la Legío ucraïnesa de fusellers de la Sitx dins l'exèrcit de l'Imperi Austrohongarès. Es va convertir en comandant de companyia i va participar en diverses batalles abans de ser fet presoner al setembre de 1916 per les forces russes i internat a Tsaritsin i en altres llocs.
En captivitat, Andrí Mèlnik va esdevenir un home de confiança de Ievhèn Konovàlets. A finals del 1917, després d'haver escapat del seu empresonament, va ser un dels organitzadors d'un batalló de la Unitat de fusellers de la Sitx a Kíev i hi ocupà diversos càrrecs. Durant la Guerra ucraïnesosoviètica, Mèlnik va donar suport a Simon Petliura i va ser promogut al rang de Cap interí de l'Estat Major de l'exèrcit de la República Popular d'Ucraïna.
Després d'un curt període com a presoner de guerra polonès a Rivne, va esdevenir agregat militar de la República Popular d'Ucraïna i visqué a Praga i Viena del 1920 al 1921. Allà acabarà els seus estudis de silvicultura. Des de 1922 va viure a Galítsia

## Ideari nacionalista
Andrí Mèlnik assumí el comandament de l'Organització militar ucraïnesa (UVO) a partir de 1922 a Galítsia després que Ievhèn Konovàlets hagués abandonat el país i hagués establert el seu centre de comandament des de l'estranger. La primavera de 1924 Andrí Melnik va ser detingut i condemnat a cinc anys de presó per les seves activitats a l'UVO. A finals del 1928 va ser posat en llibertat, en part gràcies als esforços desplegats pel president en l'exili del Directori de la República Popular d'Ucraïna Andrí Livitski.
Del 1933 al 1938 Andrí Mèlnik estigué al capdavant d'una associació catòlica ce la joventut ucraïnesa, participà en la Societat Moloda Hromada i mantingué la seva xarxa nacionalista i les seves activitats. Després de l'assassinat de Ievhèn Konovàlets el 1938, Andrí Mèlnik emigrà a l'estranger. Donat que la direcció de l'OUN a l'estranger no podia triar un líder d'entre ells mateixos, se li va preguntar Melnyk si volia esdevenir líder de l'OUN, un càrrec que va acceptar. Des del 1939, estigué al capdavant de l'Organització dels Nacionalistes Ucraïnesos (OUN). La seva posició com a cap de l'OUN va ser ratificada oficialment a l'agost de 1939 durant la Segona Gran Assemblea a Roma. Va ser triat per la direcció, en part a causa de l'esperança d'un lideratge més moderat i pragmàtic i pel desig de reparar les tenses relacions amb l'Església Catòlica. El grup que havia triat Melnik com el seu líder admirat aspectes del feixisme de Benito Mussolini però condemnava el nazisme.
Malgrat això, no va aconseguir mantenir la lleialtat de tots els membres de l'OUN. El 1940, una facció encapçalada per Stepan Bandera es va retirar per emprendre accions polítiques i més radicals. D'aquesta divisió en sorgiren els melnikistes (OUN-M) i els banderistes (OUN-B). Després del 1938 Mèlnik presumptament va ser reclutat per l'Abwehr alemanya i després de la invasió alemanya de la Unió Soviètica va declarar el seu propi govern independent d'Ucraïna a Rivne, que competia amb els partidaris de Bandera per la influència a l'oest d'Ucraïna.
Inicialment, els partidaris més conservadors i moderats de Mèlnik van gaudir de suport davant dels radicals de Bandera tant de l'Església grecocatòlica ucraïnesa com de les autoritats militars alemanyes. Tanmateix, la seva posició era contradictòria. Com a catòlic conservador que mantenia el codi personal de l'oficial d'honor, Mèlnik estava en desacord amb aspectes de la ideologia de la seva pròpia organització. La seva resistència a afirmar la dominació i participar en una recerca despietada de poder el posaven en desavantatge enfront dels seus rivals més joves i més violents en el camp de Bandera.
Des del 1941 Andrí Mèlnik va ser mantingut sota arrest domiciliari pels alemanys abans de ser empresonat al camp de concentració de Sachsenhausen el 1944. Va ser durant aquest període que Andrí Mèlnik assegurà la coordinació de l'UPA en sòl ucraïnès a través del seu adjunt Oleh Oljitx. Juntament amb altres activistes ucraïnesos, Mikola Velitxkivski, el metropolità Andrei Xeptitski, Andrí Livitski, general Mikhailo Omeliànovitx-Pàvlenko, van presentar el gener de 1942 un memoràndum a Adolf Hitler on demanaven la fi de la destrucció alemanya a Ucraïna. El 1944 els alemanys, en un canvi de la política enfront l'Europa de 'Est davant l'avanç de l'Exèrcit Roig, l'alliberaren. Després d'això va donar suport al Comitè Nacional Ucraïnès.
Després de la guerra, Andrí Mèlnik visqué a Alemanya Occidental i Luxemburg, i treballà en la consolidació de la vida política ucraïnesa i va jugar-hi un paper important. Va proposar el 1957 la creació d'un Congrés mundial ucraïnès, que es va concretar el 1967 amb la creació del Congrés mundial ucraïnès de la llibertat. Andrí Mèlnik va ser també l'autor d'articles històrics sobre la lluita per la independència d'Ucraïna. Va morir amb 73 anys a Clervaux, Luxemburg, i va ser enterrat al Cementiri de Bonnevoie.
Un llibre commemoratiu en el seu honor, editat per Markò Antónovitx va ser publicat el 1966. Una monografia sobre la seva vida, editat per Zinovi Knix, aparegué el 1974, i una col·lecció de les seves memòries es publicà el 1991 a Lviv.